# Colombias damlandslag i fotboll
Colombias damlandslag i fotboll är det damlandslag i fotboll som representerar det sydamerikanska landet Colombia. Laget styrs av Federación Colombiana de Fútbol (svenska: Colombias fotbollsfederation), och är medlem i Conmebol samt Fifa.
Första officiella landskampen spelades i Mar del Plata, Argentina den 2 mars 1998, då man vann med 4–1 mot Venezuela.
Vid de sydamerikanska mästerskapen för damer 2010 slutade Colombia på en andraplats bakom Brasilien vilket är lagets än så länge största framgång. Andraplatsen i de sydamerikanska mästerskapen gav Colombia en plats i VM 2011 i Tyskland. Där slutade Colombia sist i grupp C efter Sverige, USA och Nordkorea.

## Laguppställning
Följande spelare ingår i spelartruppen i VM 2023 som spelas i Australien och Nya Zeeland.
- Matcher och mål är uppdaterade per den 19 juli 2023.

| Nr | Pos. | Namn               | Födelsedatum (ålder)      | Matcher | Mål |           | Klubb                  |
| -- | ---- | ------------------ | ------------------------- | ------- | --- | --------- | ---------------------- |
| 1  | MV   | Catalina Pérez     | 8 november 1994 (28 år)   | 20      | 0   | Brasilien | Avaí                   |
| 2  | MF   | Manuela Vanegas    | 9 november 2000 (22 år)   | 34      | 8   | Spanien   | Real Sociedad          |
| 3  | F    | Daniela Arias      | 31 augusti 1994 (28 år)   | 19      | 3   | Colombia  | América de Cali        |
| 4  | MF   | Diana Ospina       | 3 mars 1989 (34 år)       | 62      | 5   | Colombia  | América de Cali        |
| 5  | MF   | Lorena Bedoya      | 6 oktober 1997 (25 år)    | 16      | 0   | Brasilien | Real Brasília          |
| 6  | MF   | Daniela Montoya    | 22 augusti 1990 (32 år)   | 64      | 6   | Colombia  | Atlético Nacional      |
| 7  | MF   | María Camila Reyes | 11 maj 2002 (21 år)       | 4       | 0   | Colombia  | Independiente Santa Fe |
| 8  | MF   | Marcela Restrepo   | 10 november 1995 (27 år)  | 11      | 2   | Spanien   | Logroño                |
| 9  | MF   | Mayra Ramírez      | 23 mars 1999 (24 år)      | 23      | 3   | Spanien   | Levante                |
| 10 | MF   | Leicy Santos       | 16 maj 1996 (27 år)       | 43      | 7   | Spanien   | Atlético Madrid        |
| 11 | A    | Catalina Usme      | 25 december 1989 (33 år)  | 58      | 25  | Colombia  | América de Cali        |
| 12 | MV   | Sandra Sepúlveda   | 3 mars 1988 (35 år)       | 49      | 0   | Colombia  | Independiente Medellín |
| 13 | MV   | Natalia Giraldo    | 19 maj 2003 (20 år)       | 3       | 0   | Colombia  | América de Cali        |
| 14 | F    | Ángela Barón       | 18 september 2003 (19 år) | 0       | 0   | Colombia  | Atlético Nacional      |
| 15 | F    | Ana María Guzmán   | 11 juni 2005 (18 år)      | 1       | 0   | Colombia  | Deportivo Pereira      |
| 16 | MF   | Lady Andrade       | 10 januari 1992 (31 år)   | 30      | 3   | Brasilien | Real Brasília          |
| 17 | F    | Carolina Arias     | 2 september 1990 (32 år)  | 71      | 1   | Colombia  | Junior                 |
| 18 | A    | Linda Caicedo      | 22 februari 2005 (18 år)  | 18      | 4   | Spanien   | Real Madrid            |
| 19 | F    | Jorelyn Carabalí   | 18 maj 1997 (26 år)       | 18      | 0   | Brasilien | Atlético Mineiro       |
| 20 | F    | Mónica Ramos       | 14 oktober 1998 (24 år)   | 12      | 0   | Brasilien | Grêmio                 |
| 21 | A    | Ivonne Chacón      | 12 oktober 1997 (25 år)   | 6       | 0   | Spanien   | Valencia               |
| 22 | F    | Daniela Caracas    | 25 april 1997 (26 år)     | 22      | 0   | Spanien   | Espanyol               |
| 23 | A    | Elexa Bahr         | 16 maj 1998 (25 år)       | 12      | 0   | Colombia  | América de Cali        |

Källor
1. ↑  ”Women's Ranking”. Fifa. 15 december 2023. https://inside.fifa.com/fifa-world-ranking/women?dateId=ranking_20231215. Läst 7 mars 2024.
2. ↑  ”Squadlists FIFA Women’s World Cup Australia & New Zealand 2023™” (pdf). FIFA. 11 juli 2023. https://fdp.fifa.org/assetspublic/ce93/pdf/SquadLists-English.pdf. Läst 20 juli 2023.